# Третий московский процесс
Третий Московский процесс (официально Процесс антисоветского «право-троцкистского блока», известен также как Процесс двадцати одного или Большой процесс) — третий и последний из так называемых Московских процессов, публичный суд над группой бывших государственных и партийных руководителей Советского Союза, а также трёх широко известных в стране высокопрофессиональных врачей. Проходил с 2 по 13 марта 1938 года, во время Большого террора в СССР. Главными обвиняемыми стали Алексей Рыков и Николай Бухарин, лидеры «правой оппозиции» ВКП(б). 18 подсудимых были приговорены к высшей мере наказания и расстреляны 15 марта, трое — к различным срокам лишения свободы; в сентябре 1941 года они также были расстреляны. Все подсудимые, за исключением Г. Ягоды, были реабилитированы в 1963—1988 годах.

## Ход процесса
Дело слушалось в Военной коллегии Верховного Суда СССР со 2 по 13 марта 1938 года при председательствующем В. В. Ульрихе и государственном обвинителе А. Я. Вышинском.
Основными обвиняемыми были видные деятели партии, ещё с конца 1920-х обвинённые в правом уклоне и составлявшие (по крайней мере тогда) ту или иную оппозицию курсу Сталина: это А. И. Рыков, Н. И. Бухарин, а также бывшие троцкисты Н. Н. Крестинский, Х. Г. Раковский. Важнейшим обвиняемым был также бывший нарком внутренних дел Г. Г. Ягода. Можно выделить ряд подсудимых, которым преимущественно вменялось убийство Максима Горького и его сына: Ягода, секретарь Горького (и сотрудник ОГПУ) П. П. Крючков, врачи Л. Г. Левин, И. Н. Казаков и Д. Д. Плетнёв. Кроме названных лиц, суду были преданы А. П. Розенгольц, В. И. Иванов, М. А. Чернов, Г. Ф. Гринько, И. А. Зеленский, С. А. Бессонов, А. Икрамов, Ф. Г. Ходжаев, В. Ф. Шарангович, П. Т. Зубарев, П. П. Буланов и В. А. Максимов-Диковский. Всего 21 обвиняемый.
Подсудимые обвинялись «в измене родине, шпионаже, диверсии, терроре, вредительстве, подрыве военной мощи СССР, провокации военного нападения иностранных государств на СССР, — то есть в преступлениях, предусмотренных ст. ст. 5812, 58², 587, 588, 589 и 5811 УК РСФСР». Обвинение включало в себя такие пункты:
- составление заговорщицкой группы под названием «право-троцкистский блок», поставившей себе названные цели, а также восстановление капитализма и отторжение от СССР союзных республик и Приморья;
- связь с иностранными разведками, в частности, с немецко-фашистской (непосредственно или через Л. Д. Троцкого), подготовка вооружённой агрессии против СССР, получение помощи от иностранных правительств и антисоветской и троцкистской эмиграции;
- целенаправленное вредительство на производстве и в сельском хозяйстве;
- организация кулацких восстаний в тылу Красной Армии в случае будущей войны;
- убийства деятелей советского государства: С. М. Кирова, В. Р. Менжинского, В. В. Куйбышева.
- убийство Максима Горького и его сына М. А. Пешкова.
- покушение на Ленина в 1918 году, подготовка покушений на Сталина и Н. И. Ежова.

.
Кроме того, Бухарин обвинялся в организации заговора против советского правительства в 1918 году, чтобы «сорвать Брестский мир, свергнуть Советское правительство, арестовать и убить В. И. Ленина, И. В. Сталина и Я. М. Свердлова и сформировать новое правительство из бухаринцев… троцкистов и „левых“ эсеров». Ряду подсудимых (Зеленский, Иванов, Зубарев) вменялось в вину сотрудничество с царской охранкой.
Вышинский охарактеризовал подсудимых как «преступников, которых даже уголовники третируют, как самых падших, самых последних, самых презренных, самых растленных из растленных».
Защитников имели только трое: Левина защищал член Московской коллегии защитников И. Д. Брауде, Плетнёва и Казакова — член Московской коллегии защитников Н. В. Коммодов; остальные подсудимые при окончании предварительного следствия, а затем и на суде отказались от защитников, заявив, что защищаться будут сами.
На суде заслушивались показания свидетелей, рассказывавших о причастности Бухарина в 1918 году к группе «левых коммунистов», и показания экспертов, сводившиеся к тому, что обвиняемые врачи действительно имели возможность ускорить смерть Менжинского (экспертиза опиралась при этом на слова тех же врачей). Основную массу доказательств составили материалы предыдущих процессов и показания самих обвиняемых. Подсудимым приписывались самые фантастические акты вредительства — они якобы организовали взрывы на угольных шахтах, железнодорожные катастрофы и так далее. Но самые кошмарные истории рассказывал старый большевик Зеленский: его организация якобы подбрасывала стекло и гвозди в масло, чтобы резать горлы и желудки советских людей. Последние признали свою вину, кроме Н. Н. Крестинского, который на утреннем заседании 2 марта вступил в спор с Вышинским и отказался от собственных показаний на предварительном следствии как от данных «не добровольно». На другой день Крестинский признал вину и подтвердил показания, назвав отказ от них «троцкистской провокацией».

Крестинский. Я не входил вообще в состав троцкистского центра.
Вышинский. Значит, вы дали неправильные показания?
Крестинский. Я же заявил, что эти мои показания не соответствуют действительности.
Вышинский. Когда я вас допрашивал на предварительном следствии, вы мне говорили правду?
Крестинский. Нет.
Вышинский. Почему вы мне говорили неправду? Я вас просил говорить неправду?
Крестинский. Нет.
Вышинский. Просил я вас говорить правду?
Крестинский. Просили.
Вышинский. Почему же, когда я вас прошу говорить правду, вы всё-таки говорите неправду и заставляете следователя писать это, потом подписываете? Почему?
Крестинский. Я дал прежде, до вас, на предварительном следствии неправильные показания.
Вышинский. …и потом держались?
Крестинский. …и потом держался, потому что на опыте своём личном пришёл к убеждению, что до судебного заседания, если таковое будет, мне не удастся опорочить эти мои показания.

В дальнейшем обвиняемые повторяли свои показания, добытые на предварительном следствии, каялись в преступлениях перед народом и прочих.
Пример того, как выглядел «допрос» Вышинским доктора медицины, профессора Д. Д. Плетнёва, доведённого физическими и моральными истязаниями до «нужной кондиции»:

Вышинский. Из чего складывался план, который вырабатывался вами вместе с Левиным в отношении умерщвления Алексея Максимовича Горького?
Плетнёв. Утомить организм и тем самым понизить сопротивляемость.
Вышинский. До возможного и доступного человеческим силам предела?
Плетнёв. Да.
Вышинский. И воспользоваться болезнью, чтобы что сделать?
Плетнёв. Чтобы применить неправильный метод лечения.
Вышинский. Для чего?
Плетнёв. Для умерщвления Горького.
Вышинский. Вот это и был ваш план?
Плетнёв. Да.
Вышинский. И вы его выполнили?
Плетнёв. Да…

В связи с выступлением Крестинского помощник прокурора СССР Г. М. Леплевский заявил в своём кругу:

Нельзя раздражать Раковского и других, а то они могут начать говорить совсем другое. Не нужно быть очень умным, чтобы видеть, что этот процесс держится на волоске, все видят, что о конкретном вредительстве никто, кроме Ходжаева, не говорит. Крестинский чуть было не поднял занавес на признания. И не Вышинского заслуга, что Крестинский затем вернулся к версии предварительного следствия, а тех, кто беседовал с ним между заседаниями суда.

Сталин, прочтя спецсообщение об этом высказывании, подчеркнул фразу о беседовавших с Крестинским и написал на первом листе: «Молотову. Ежову. Предлагаю арестовать Леплевского (б. пом. прокурора)». Леплевский был немедленно взят под стражу и расстрелян в июле 1938 года.
Из выступлений других обвиняемых следует назвать показания Бухарина, отведшего часть обвинений, врачей, утверждавших, что они совершили преступления из страха перед Ягодой, грозившего расправиться с их семьями, и самого Ягоды, фактически ссылавшегося на свою любовь к жене М. А. Пешкова Надежде («Тимоше»). По просьбе Ягоды рассмотрение этого вопроса было перенесено в закрытое заседание, где Ягода сказал только следующее:

Председательствующий. Садитесь, пожалуйста. Заседание продолжается. Подсудимый Ягода, что вы желаете сказать об обстоятельствах умерщвления Максима Пешкова?
Ягода. Я подтверждаю свои показания и показания Левина по этому вопросу. Ввиду того, что это — сугубо личный вопрос, я просил бы суд освободить меня от подробных объяснений по этому вопросу.
Председательствующий. Вы, обвиняемый Ягода, просили весь вопрос перенести в закрытое заседание. Мы согласились. Вы не отрицаете, что вы способствовали умерщвлению Пешкова?
Ягода. Я повторяю: я подтверждаю свои показания, данные на предварительном следствии.
Вышинский. То есть ваше соучастие в организованном вами умерщвлении Пешкова вы подтверждаете?
Ягода. Подтверждаю.
Вышинский. Вы только говорите, что мотивы не хотите раскрывать?
Ягода. По-моему, не стоит.
Вышинский. Это убийство было совершено на почве личных интересов или общественных?
Ягода. Я сказал: ввиду личных отношений.
Вышинский. То есть, так как это убийство было организовано на почве личных интересов, то вы не желаете об этом подробно говорить?
Ягода. Да.

Суд счёл вину всех обвиняемых доказанной и приговорил 13 марта 1938 года всех подсудимых, кроме троих, к высшей мере наказания — расстрелу. Суд приговорил Плетнёва, «как не принимавшего непосредственно активного участия в умерщвлении т. т. В. В. Куйбышева и А. М. Горького, хотя и содействовавшего этому преступлению», к 25 годам заключения, а Раковского и Бессонова, «как не принимавших прямого участия в организации террористических и диверсионно-вредительских действий», к 20 и 15 годам заключения соответственно. Для всех троих, однако, это оказалось лишь отсрочкой казни: Плетнёв, Раковский и Бессонов были расстреляны 11 сентября 1941 года в Медведевском лесу под Орлом вместе с 154 другими политзаключёнными при приближении гитлеровских войск (см. Расстрелы под Орлом 1941).
Осуждённые были расстреляны и похоронены 15 марта на спецобъекте «Коммунарка» Московской области (сейчас около МКАД). Имеются сведения, что Бухарина и Ягоду заставили наблюдать за расстрелом остальных осуждённых и казнили последними

## Пропагандистская кампания
Властями была развёрнута пропагандистская кампания в прессе, где печатались письма с осуждением обвиняемых. На процессе присутствовали А. Н. Толстой, И. Г. Эренбург и другие писатели.

Вместе с тем, на местах имели место случаи резких высказываний по поводу процесса над Бухариным. В докладной записке № 593 от 5 марта 1940 года заместителя председателя правительственной комиссии по трудоустройству беженцев при СНК БССР, начальника переселенотдела при СНК БССР Морозова в ЦК КП(б) Белоруссии:
Десятник Декун разговаривал с беженцами и на такие темы. Например, он сказал: «Процесс Бухарина показал, что до переворота в СССР оставалось только два часа, но Бухарин пожалел крови, поэтому в СССР не произошёл переворот».

## Стенограммы процесса
Первоначально стенограммы процесса были разосланы в регионы, но потом пришёл приказ вернуть все экземпляры. В том же году вышел другой вариант стенограмм, в новом издании были убраны славословия обвиняемых в адрес Сталина.

## Реабилитация осуждённых
Крестинский, Икрамов, Ходжаев, Зеленский реабилитированы в 1963 году, после XXII съезда КПСС. Профессор медицины Д. Д. Плетнёв был реабилитирован в 1985 году. Остальные осуждённые на Третьем Московском процессе, кроме Ягоды, были реабилитированы в 1988 году.
Как отметил Пленум Верховного Суда СССР, вынесший решение о реабилитации,

Военная коллегия Верховного Суда СССР в нарушение закона в приговоре по данному делу не привела конкретных доказательств виновности Н. И. Бухарина, А. И. Рыкова, А. П. Розенгольца, М. А. Чернова, Х. Г. Раковского, П. П. Буланова, Л. Г. Левина, И. Н. Казакова, В. А. Максимова-Диковского и П. П. Крючкова в совершении особо опасных государственных преступлений, сочтя достаточными их показания на предварительном следствии и в суде, в которых они в общей форме признавали свою вину в преступной деятельности. При оценке этих показаний органами следствия и судом игнорировано важнейшее требование закона о том, что никакие доказательства, в том числе и признание обвиняемым вины, не имеют заранее установленной силы и могут быть положены в основу обвинительного приговора лишь при подтверждении совокупностью других фактических данных. По данному же делу показания обвиняемых не могли быть положены судом в основу приговора потому, что они противоречивы, не соответствуют фактическим обстоятельствам дела и получены в результате грубых нарушений законности в процессе предварительного следствия и судебного разбирательства.
…Изучение материалов дела даёт основание сделать вывод, что некоторые протоколы допросов, в том числе допросов на очных ставках, фальсифицировались; к делу приобщались заранее составленные протоколы допросов с «признанием» обвиняемыми своей вины. Самооговор же достигался путём обмана, шантажа, психического и физического насилия.
…В связи с грубыми нарушениями закона на предварительном следствии и в процессе судебного разбирательства показания обвиняемых не могут быть положены в основу вывода об их виновности. Других же достоверных доказательств совершения ими особо опасных государственных преступлений в деле не содержится.